# Santaeugènia
El mas Santaeugènia és un mas del vilatge de les Casetes del Congost, a Santa Eugènia del Congost, municipi de Tagamanent (Vallès Oriental).

## Descripció
Aquesta masia, orientada a migdia, amb la rajola núm.3, té una estructura de façana poc corrent, amb l'entrada a la part esquerra, amb una àmplia dovella de pedra picada, i a sobre el pis, un finestral d'arc pla amb la inscripció: Jaume Santaugenia 1720. Dona nom al veïnat que queda sobre la cara ponent del Congost. S'hi arriba pel nou pont de Santa Eugènia (Pont de l'Emili Castellanos) des del Camí Ral o pel nord després de travessar el petit pont del Torn sobre la riera.
És una masia que té els seus orígens a l'antic Casal del Congost (s.XI-XIII), situada a Ponent del Riu Congost, molt rehabilitada. És esmentada en una obra cabdal per conèixer la toponímia de Tagamanent. En disposa d'un arxiu familiar molt antic (s.XIII-XXI).
La Família Castellanos ha recuperat l'històric camp d'oliveres que hi havia hagut a l'edat mitjana, situat entre l'església i el límit amb el mas d'el Torn (Tagamanent), tanmateix el camp gran que hi ha a Migdia del mas, també han recuperat l'horta tradicional.

## Història
L'heretat agrària de Santaeugènia situada al peu del riu Congost, al terme de Tagamanent, en el pas natural que uneix el Vallès Oriental i Osona, està documentada en els primers anys del segle xiii, amb el nom de Mas Església, i fou sempre una propietat tinguda en alou. La família Santaeugènia està documentada a la segona meitat del segle XIV fins a finals del segle xix, quan la pubilla Santaeugènia enllaçà per matrimoni amb Francesc Vilardebò i Oliveres. Dels Vilardebò, el mas passà a la família Vila, i d'aquests als seus actuals propietaris, els germans Castellanos Vila. Entorn del Mas Santa Eugènia, a més, es formà un notable patrimoni agrari amb ramificacions als termes veïns de Montmany, Vallcàrquera, Valldaneu i l'Ametlla del Vallès. El patrimoni incorporat més important fou el Mas Bosc de Tagamanent, que els Santaeugènia van rebre de la família Oliveres a començaments del segle xix.
El fons documental de la família Santaeugènia i el seu mas es conserva a l'Arxiu Nacional de Catalunya (fons número 1082).